# Võ-Viêtnam
Le Võ-Viêt Nam (souvent écrit Vo Vietnam) est un art martial vietnamien, organisé en fédération, Fédération du Võ Viêt Nam nommée en vietnamien lors du dépôt des statuts : Lien Doan Vo Thuat Viet Nam.

## Origines
Littéralement « Art Martial vietnamien », le Võ-Viêtnam  possède un long passé, plusieurs fois millénaire. L'art de combattre, fut toujours lié à l'histoire du Viêt Nam, petit pays géographiquement étiré sur une fine bande littorale du sud-est asiatique. D’abord utilisé pour repousser les envahisseurs, le Vô s’est étendu au domaine de la stratégie militaire. Après une longue formation, les pratiquants, en accédant au rang de maître pouvaient devenir général de l'armée, garde royal ou protecteur de biens.
Régulièrement interdit au cours de son histoire, le Vô se pratiquait à l'abri des regards et ne se transmettait qu’au sein de la famille, chacune développant sa forme propre. 
Si de nos jours la pratique du Vô est essentiellement sportive, elle permet néanmoins une défense efficace contre un ou plusieurs agresseurs. 
Divers aspects de l'art martial sont parvenus jusqu'à nous : le Vo Tu Vê, la self défense, le Khi công et le Nôi công, techniques basées sur la respiration et la concentration, le Dâu Vô Dai, les combats de championnat, les armes traditionnelles et le Vo nghe thuat, l'aspect artistique du Vo.

## Maître Nguyen Duc Moc
Maître Nguyên Duc Môc est pour certains, né en avril 1913 au Nord du Viêt Nam dans la province de Bắc Ninh située sur la chaîne de collines nommée Son Hoan Long ; la préfecture de police de Paris indique dans l'enquête de moralité faite à l'époque pour tout responsable d'association, « né  le 15 décembre 1921 à Bac Ninh (V.N.), de Nguyen-Duc Trac et de Nguyen Thi-Gai ». Il est mort en France le 5 mai 2009. Il existe plusieurs théories sur l’âge de sa naissance, il n’y avait alors pas de recensement strict dans le Nord Vietnam (l’état civil devint obligatoire au Tonkin seulement en 1924).  Le maître aurait plusieurs fois changé d’identité et d’âge pour pouvoir bénéficier d’avantages au travail ou à l’armée ; c’est une des nombreuses énigmes qui entourent le maître Moc, et qui font partie de la personnalité de cet homme hors du commun.[réf. nécessaire]
À six ans, il consacre l'essentiel de son temps à l'étude du Võ, d’abord avec son père puis avec son oncle maternel. À dix-sept ans, le hasard place sur son chemin le moine Hoang Hoa Ba, venu de la montagne Ma Duong cuong (Chine), qui lui enseigne les techniques spécifiques du Thiêu Lâm Quyên (Shao Lin Chuan) pendant près de dix ans. 
Enrôlé dans l'armée française en 1939, il est d'abord envoyé au Proche-Orient, puis en Afrique où les combats font rage. Il rejoint la métropole avec son contingent à la Libération et décide de ne plus quitter la France.
Les premières années sont difficiles, il doit souvent se défendre contre les provocations de toutes sortes. Sa maîtrise du Võ, jusque-là inconnue en France, surprend ses collègues de travail qui veulent en savoir plus. Ainsi naît l'École Son Long Quyên Thuât (techniques de combat de la montagne du dragon), en souvenir de la colline où le maître passa son enfance, qui ne compte encore que quelques élèves.
En 1957, l'école prend officiellement le nom de Fédération du Vo Viêt Nam, plus tard, il fondera la Fédération internationale du Vo Vietnam ou FIVV qui le représente officiellement aujourd'hui. Cette présentation ne tient pas compte de l'existence des écoles nées de l'enseignement de Maître Nguyen Duc Moc. En effet, de nombreuses écoles émanant d’anciens pratiquants ayant quitté la Fédération internationale ont vu le jour, le Maître Moc est demeuré président de la FIVV jusqu’à son décès et n’a jamais créé ni reconnu d’autres écoles.
Le Võ n'a pas évolué de façon uniforme à travers le Viêt Nam, car chaque maître, chaque école a développé son propre style à la suite de confrontations avec divers ennemis.
Ces techniques sont souvent restées secrètes, enseignées à un petit nombre.
Il est donc normal qu'il existe de nombreux styles. Ces courants sont souvent répertoriés par leur origine géographique. On parle ainsi de võ bac ninh, võ binh dinh… 
C'est dans cette logique que le maître Nguyen duc Moc a décidé d'utiliser les termes võ Viêt Nam en arrivant en France. Nommer ainsi son art grâce au lieu d'origine a aussi contribué à mieux faire connaître le Viêt Nam, à une époque où on parlait plus d'Indochine, de Tonkin d'Annam ou de Cochinchine. 
Les termes võ Viêt Nam prenaient alors tout leur sens en France en 1945. 
Note : on peut écrire Võ Viêt Nam ou Võ Viêtnam.

## «Ce que doit être un Võ Sinh»
par Maître Nguyên Duc Môc (novembre 1990) 
- Principe moral

Le combattant loyal du Võ a pour principe de base la morale et comme préceptes le respect des autres, l’intelligence et la confiance dans la voie de l’art martial. 
- Principe physique

La course et le saut visent à agiter les gaz concentrés dans le corps humain.
L’effort respiratoire intérieur accompli permet alors plus complètement le rejet du gaz carbonique et l’absorption de l’oxygène par l’organisme et assure une meilleure circulation sanguine. 
Ainsi, on fortifie le corps et l’esprit. 
- Principe d’apprentissage

Pour suivre la voie de l’art martial du võ traditionnel, l’apprenti doit chercher un maître compétent, d’une morale élevée et d’une technique de combat exceptionnelle. Ainsi, dans le combat, un Võ Sinh doit se servir de sa volonté, de son intelligence et non de sa force physique.
- Principe d’action

Un combattant loyal du Võ doit être talentueux et vertueux. Il utilise le Võ en faisant le bien et en évitant le mal.
Il ose se sacrifier courageusement pour surmonter les difficultés les plus dures.
Faire des actions généreuses sans attendre aucune reconnaissance, sans calculer aucun profit.
Restant franc et honnête, il n’a peur de personne.